# Jive
Jive je latinsko-ameriški ples, ki se je razvil okoli leta 1940. V njem je zaslediti vpliv rock n rolla, bepopa in swinga, vendar brez akrobatskih elementov. Izhaja iz boogija, ki se je v Evropi pojavil pod imenom jitterbug.  Leta 1968 je bil sprejet kot  peti  latinsko-ameriški  tekmovalni  ples, od leta 1976 pa je tudi del programa.

## Zgodovina
Začeteki plesa  segajo v  zgodnja  1930, plesal pa se je v ameriških črnskih klubih na zvoke jazza in swinga. Po tem pride do vpliva novega popularnega plesa boogija, ki se je razvil iz bluesa. V Evropo so ga prinesli ameriški vojaki med drugo svetovno vojno. V Angliji (1950) je jive prilagojen rock n rollu kar oblikuje nov slog. Francozi so ga poenostavili  z uporabo nekaterih  tradicionalnih  latinsko-ameriških  plesov in tako je nastal današnji jive. Prvi tehnični opis plesa jive, ki je bil objavljen v Evropi 1944, je naredil angleški učitelj plesa Victor Silvester. V Sloveniji se je prvič pojavil v tekmovalni kategoriji leta 1972.

## O plesu
Jive je hitrejša različica swinga, plesalci uporabijo več  gibanja, pleše se lahkotno, z izrazitim gibanjem kolen kar povzroča tudi gibanje bokov. Vključuje poskok, njegovi koraki pa se včasih uporabljajo tudi v rock n rollu. Je hiter in drzen ples za katerega  se potrebuje veliko energije. Jive je ples v ritmu 4/4 ,tempo 36-46t/min, poudarek na drugem in četrtem udarcu.